# ゴーサントオ

国鉄列車キロの推移（旅客/貨物）

ゴーサントオ（53・10）は、日本国有鉄道（国鉄）が昭和53年（1978年）10月2日に実施した白紙ダイヤ改正を指す、主に鉄道関係者・鉄道ファンの間で使われる通称である。
この改正は、度重なる運賃・料金の値上げや国鉄労働組合（国労）・国鉄動力車労働組合（動労）などが行ったストライキに加え、自動車や航空機の発達によって国鉄の旅客および貨物の輸送実績が減少したのを受け、特に貨物列車の削減を行うなど、公共企業体・日本国有鉄道の発足以来初めてとなる「列車キロ削減」を行い、輸送体系の見直しを図ったものであった。

## ダイヤ改正の背景

JRおよび私鉄の輸送キロ推移（旅客/貨物）

1975年（昭和50年）3月10日に山陽新幹線の岡山駅 - 博多駅間が開業し、国鉄の東京以西における輸送改善は一段落したが、その一方で累積赤字は深刻なものとなっていった。この状況を打開するため国鉄は合理化に着手しようとしたが、この頃国鉄内部の労使関係は極度に悪化し、本社が一つの施策を行おうとする際も、その都度各労働組合に対して了承を取らねばならなかった。
1975年（昭和50年）11月には国労・動労などによる8日間のストライキ（11月26日 - 12月3日）が行われ、国鉄に対する国民の信用やイメージも大きく損なわれた。国鉄はやむなく運賃・料金の値上げによって収支の改善を図ろうと1975年（昭和50年）11月20日に料金を平均32 %値上げ（グリーン料金は92 %値上げ）し、さらに翌1976年（昭和51年）11月6日には運賃・料金の50 %値上げに踏み切った。短期間に2度の極端な値上げを行ったことで、三大都市圏では私鉄に、新幹線を含む長距離輸送では航空路線に、地方都市間の輸送では高速バスやマイカーに旅客が大きく逸走し、国鉄は利用客を急速に失う結果となった。従来、グリーン車やA寝台車などは1969年（昭和44年）の等級制廃止後、常に利用客で賑わっていたが、値上げ後は空席が目立つようになった。
またこのころは日本経済もオイルショックなどの影響で高度経済成長から安定成長に移行していた時期でもあり、原油価格の値上げで世界的不況にもなっていたため、国民からの反発を一層強めた。そんな状況下でも国鉄は収支改善のため運賃・料金の値上げを行わざるを得ず、運賃法定制が崩され大臣のハンコ一つで値上げが可能となったこととも相まって（「国鉄運賃値上げ自由化法」）、1978年（昭和53年）から民営化直前の1986年（昭和61年）まで、1983年（昭和58年）を除き毎年のように運賃や料金の値上げが実施され、「春の風物詩」とまで揶揄されるほどになった。
このように国鉄を取り巻く状況が悪化していた中で実施されたのがこの「ゴーサントオ」ダイヤ改正である。全体的には増収促進と支出抑制を目的とした施策が中心となっており、列車系統の見直しも各所で行われた。

## ダイヤ改正の内容

### 優等列車の動向
国鉄では、急行列車を特急列車に格上げすることで増収を図ろうとし、常磐線では特急「ひたち」を増発した代わりに同量の急行を削減した。これを含めてこのダイヤ改正では特急を36本増発した代わりに急行が57本削減された。ただし、特急列車も利用客の減少が著しかった山陽本線の寝台列車は削減されている。この改正では昼行の特急列車に原則として自由席が連結されるようになり、寝台列車を除いて全席指定の定期特急はなくなった。紀勢本線の電化が完成し特急「くろしお」に振り子式車両の381系電車が投入された。また、改正前の7月から東京機関区受け持ちの寝台特急の牽引機が酷使による経年劣化を理由にEF65形500番台からEF65形1000番台に13年ぶりに置き換えられた。

### 新幹線
この改正の構想時点では新幹線においても「ひかり」の増発などが予定されていたが、新幹線においても利用者の減少が予想以上に大きかったため、当初予定されていた列車の増発などはこの改正では見送られた。また、国労はこの改正に先立ち、騒音、振動が沿線住民に与える影響を名目とし、過渡的措置として新幹線の最高スピードを160 km/h、市街地では110 km/hに抑えるように提言していたが、国鉄当局がこの提案をダイヤ改正で反映することはなかった。
なお、市街地での最高速度制限は1985年（昭和60年）に延伸された東北新幹線大宮駅以南で実現した（東北・上越新幹線反対運動を参照）。

### 東北本線・高崎線の規格ダイヤ化
東北本線・高崎線・常磐線の、東京に近い区間では、まだ東北新幹線・上越新幹線が開通していないため、特急・急行・普通・貨物といった各列車がひしめきあっていた。そのような状況下でも、列車を増発させるために、規格ダイヤ（一種のパターンダイヤ）を見直して、特急列車を増発した。
改正前では、東北本線の上野駅 - 宇都宮駅間は、通勤ラッシュ時を除いて、1時間あたり片道で特急2本、急行3本、普通（貨物を含む）5本の計10本規格ダイヤを設定していたが、これに1本が追加された。その反面、運転速度は若干低下し、例えば上野駅 - 新潟駅間の特急「とき」では約15分、上野駅 - 青森駅間の特急「はつかり」では約30分ほど所要時間が延びた。さらに座席数を増やすため、一部の東北・上越系統の特急列車では食堂車の連結を取りやめ、座席車を増結させた。

### 列車愛称番号の方式変更
同一系統の列車が何本も存在する場合、「ヨンサントオ」改正以後は列車愛称は原則として一つにして「あずさ1号」のように番号で識別する方法がとられるようになった。しかし、新幹線では1964年（昭和39年）10月の開業以来、列車番号に付随する形で「下り列車には奇数番号を、上り列車には偶数番号をつける」方式が採用されていたものの、在来線では「上り・下りとも発車する順番に1・2・3･･･とつける」方式がとられ、「 - 1号」・「 - 2号」･･･が上下両方向の列車に存在していた。
この改正では在来線でも新幹線同様に「下り奇数・上り偶数」の列車番号方式を採用し、座席指定券の誤発券防止や途中駅からの乗り間違い（誤乗）防止などに大いに役立った。
なお、1977年（昭和52年）3月に発売された狩人のデビュー曲「あずさ2号」は新宿駅発松本駅行きの下り列車を歌ったものであるが、このダイヤ改正で「あずさ2号」は甲府駅発新宿駅行きの上り列車（現在の「かいじ」に相当する）のみに変更されたため、歌詞に該当する列車は曲の発売開始から僅か1年半で消滅した。

### 特急電車先頭愛称表示のイラスト化
ダイヤ改正以前は、電車及び気動車の特急列車の先頭に表示する列車愛称は文字のみで表示されていたが、この改正から各種イラストを入れたものが列車愛称幕を用いた電車特急でまず採用された。これは特に子供などに好評であったため、後には行灯型ヘッドマークを用いていたボンネット型車両や気動車・客車列車（客車側）にも拡大された。

### 都市圏輸送
「小金線」として建設されていた武蔵野線新松戸 - 西船橋間が開業した。南武線では全車両の新性能化による各駅停車のスピードアップを理由として、川崎駅 - 登戸間に運行されていた快速が廃止された。阪和線では紀勢本線電化に合わせて新快速が快速に統合され廃止された。

### 貨物列車の大幅削減
高速道路網や港湾の整備、トラック輸送の発達に加え、さらには労使関係悪化による争議行為の頻発で荷主の信用を失ったこともあって、国鉄の貨物取扱量は急速に低下していた。国鉄貨物局が執筆した記事によれば、昭和40年代（1965年 - 1974年）の国内総物流が10年間でほぼ2倍に増加したのに対して、国鉄貨物の輸送量は1971年（昭和46年）までは横ばい、1972年（昭和47年）からは急減していった。一方で、貨物列車設定キロは53万 - 55万キロの間で推移を続け、1975（昭和50）年度で見た場合、輸送量との乖離は25 %に及んでいた（なお、1975年度の列車設定キロは55万キロ）。そのため、空の貨車をたらい回しする貨物列車が多数存在していた。

#### 『今後の国鉄貨物営業について』の提示
この傾向を問題視した国鉄当局はスト権スト直後の1975年（昭和50年）12月31日の閣議了解で国鉄再建対策要綱が通過したことを受けて、下記のように
「当面昭和55年度（1980年度）において貨物固有経費で収支均衡することを目標」
として、貨物輸送の見直し作業を実施した。その方向性としては荷主の輸送需要への対応、鉄道貨物輸送が本来持っている優位な特徴の回復などを主眼とし、近代化計画を織り込んだものだった。この結果は1976年（昭和51年）12月20日に『今後の国鉄貨物営業について』という冊子に纏められ、各労組を含む関係各方面にも配布された。
『今後の国鉄貨物営業について』で示された近代化目標は下記のようになっている。
このように、内容は再建対策要綱で求められていた予算人員の削減を反映した、貨物部門の縮小と人員縮減を含むものであった。各労組は労使協調路線を取る鉄道労働組合も含めてこの指針に反発した。しかしその一方で、各労使は数次に渡り国鉄当局と協議を実施していた。
協議の中で組合側が問題視したのは貨物要員縮減の他に、本数減といった策が、当局側が目標としている輸送量の確保に反する、中小荷主の切捨てであると言った指摘もあった。当局側は、近代化は中小荷主を切り捨てるものではないと反論した。
なお、国労は大口の大企業向け輸送列車についてはスト権スト後も引き続きストの標的にする旨宣言を行っていた。また、1976年（昭和51年）11月に出した『国鉄再建のための緊急提案』では貨物について次のような提案を行っている。
- 貨物運賃はコストをまかなえる水準まで引き上げる
- 特定大企業のための政策割引は中止する
- 日常生活物資の輸送については物価対策上政策割引を行い、その場合原価との差額は公債が負担すべき

また、動労は1977年（昭和52年）2月3日の『動労新聞』号外にて「国鉄問題に関する専門報告書」を掲載した。この報告ではスタンスとして反対を維持しつつも、「貨物削減問題に対する闘いにおけるようにたしかに現実的には貨物ないから列車が運休なり削減されることは一般的には否定しえない事実である」と述べており、一部の学者からは「闘いにおける不利な情勢は、世論をできるかぎり味方につけようと努力すること」「世論のかなりの部分がその『事実』から『ある程度の人員整理はやむを得ない』という結論をひきださないよう、大いなる説得力を発揮しなければならない」と批判され、その学者により「説得の論理」の文案が提示されている。

#### 計画概要の発表
改正に関わる国鉄の関連部局は労組との協議を継続しつつ、成案となった部分をまとめ『昭和53年10月期にかかわる計画概要』として1977年（昭和52年）8月18日に各組合に提示した。その概要は下記のようになっている。
この提案の時点で、集約対象の貨物駅の実名が挙げられている。貨物駅集約については荷主への影響も大きいため、マスコミを通じて部外へも公表した。1976年（昭和51年）7月2日、日本経済調査会の「交通論議における迷信とタブー」で安楽死論が登場していたが、貨物局としては1981（昭和56）年度以降の増送を目標とした体制立て直しを建前としており、「V字型反騰を目指して」「「安楽死」論の立場に立つものではない」と明言していた。

#### 実施ダイヤなど
結果として実施されたダイヤでは、1976年（昭和51年）10月ダイヤ改正に比べて貨物列車を664本削減して4,232本、列車キロも6.5万 km削減して47万 kmとした。また操車場や貨物取扱駅の削減も実施した。
なお、続く1980年（昭和55年）10月のダイヤ改正ではさらに6.1万 kmの列車キロを削減し、列車設定キロにおいて『今後の国鉄貨物営業について』で目標とした削減をほぼ達成した。しかし輸送量は計画を大きく下回り、運賃値上げにもかかわらず収入が減少して、収支係数がさらに悪化する事態となった。以降1984年（昭和59年）の集結輸送の廃止まで削減傾向が定着することになる。